# Austroargiolestes calcaris
Austroargiolestes calcaris – gatunek ważki z rodzaju Austroargiolestes należącego do rodziny Argiolestidae.
Imagines ubarwione podobnie jak A. isabealae lecz słabiej omszone. Górne przydatki analne samca mają brzuszną ostrogę, która od góry jest widoczna lub niewidoczna, zaś przydatki dolne są grube i tępe.
Ważka ta jest endemitem południowo-wschodniej Australii, gdzie rozmnaża się w strumieniach.